# Leptopelis modestus
Espèce
Synonymes
- Hylambates rufus var. modesta Werner, 1898
- Hylambates rufus var. ventrimaculata Werner, 1898

Statut de conservation UICN

 LC  : Préoccupation mineure
Leptopelis modestus est une espèce d'amphibiens de la famille des Arthroleptidae.

## Répartition
Cette espèce se rencontre dans le sud-est du Nigeria, au Cameroun, en Guinée équatoriale, dans l'est du Congo-Kinshasa et au Kenya.
Sa présence est incertaine en Ouganda.

## Description
Les mâles mesurent de 26 à 35 mm et les femelles de 36 à 41 mm.

## Publication originale
- Werner, 1898 : Über Reptilien und Batrachier aus Togoland, Kamerun und Tunis aus dem kgl. Museum für Naturkunde in Berlin. Verhandlungen der Kaiserlich-Königlichen Zoologisch-Botanischen Gesellschaft in Wien, vol. 48, p. 191-213 (texte intégral).